# 9世纪南京
|        | 南京历史 |
| 世纪： | 3世纪南京 \| 4世纪南京 \| 5世纪南京 \| 6世纪南京 \| 7世纪南京 \| 8世纪南京 \| 9世纪南京 \| 10世纪南京 \| 11世纪南京 \| 12世纪南京 \| 13世纪南京 \| 14世纪南京 \| 15世纪南京 |

南京于9世纪为唐朝上元县。

## 大事记

### 800年代
- 807年，十月，石头城得到修治。

### 826年代
- 826年，刘禹锡游金陵，咏《金陵五题》、《台城怀古》等诗。

### 830年代
- 833年，杜牧去往扬州，途经金陵。

### 840年代
- 844年，七月，李炎会昌毁佛，栖霞寺等被毁。
- 848年，李忱废止灭佛政策，栖霞寺等重建；杜牧游上元，赋《泊秦淮》、《忆江南》等诗。

### 850年代
- 857年，李商隐东下上元，作《南朝》等诗。

### 870年代
- 875年，新罗崔致远赴任溧水县尉，诗作汇为《中山覆篑集》。

### 880年代
- 885年，韦庄卜居上元，作《谒蒋帝庙》等诗，以《台城》为最。
- 887年，复置昇州，旧属四县“再还本治”。

### 890年代
- 892年，孙儒围宣州，杨行密部将台濛于胥溪作五堰，以补军需，遂破孙儒。
- 896年，唐末藩镇割据，昇州为淮南节度使杨行密所占。